# Tituly a vyznamenání Giorgia Napolitana

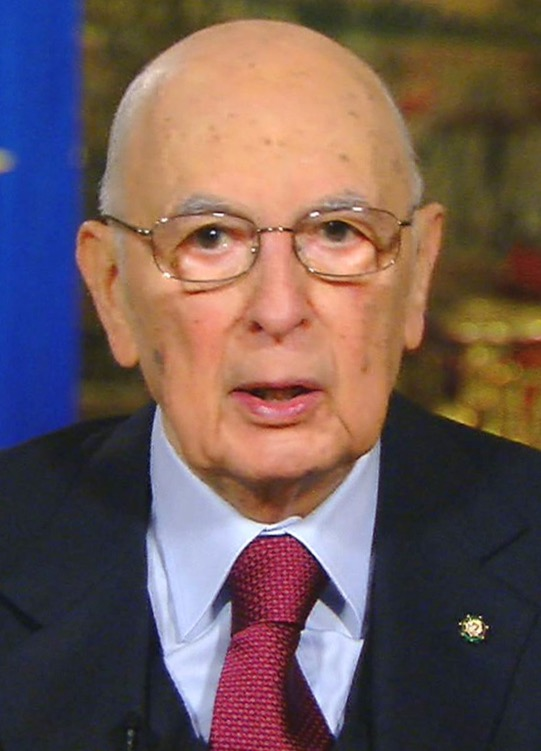
Girogio Napolitano v roce 2014

Giorgio Napolitano, italský politik a bývalý prezident Itálie, obdržel během svého života řadu italských i zahraničních řádů a medailí. Během svého funkčního období jako prezident republiky byl také velmistrem italských řádů.

## Vyznamenání

### Italská vyznamenání

#### Velmistr
Od 15. května 2006 do 14. ledna 2015 byl velmistrem italských řádů.
- Řád zásluh o Italskou republiku
- Vojenský řád Itálie
- Řád za pracovní zásluhy
- Řád italské hvězdy (od jejího vzniku 2011)
- Řád hvězdy italské solidarity (do reformy v roce 2011)
- Řád Vittorio Veneto

#### Osobní vyznamenání
- velkokříž Řádu zásluh o Italskou republiku – 28. října 1998[1]
- zlatý řetěz Řádu za sportovní zásluhy – 19. prosince 2016

### Zahraniční vyznamenání
- Albánie
  -  Řád Skanderbega I. třídy – 5. března 2014 – udělil prezident Bujar Nishani[2]
- Brazílie
  -  velkokříž s řetězem Řádu Jižního kříže – 10. listopadu 2008 – udělil prezident Luiz Inácio Lula da Silva[3]
- Bulharsko
  -  velkokříž Řádu Stará planina – 25. února 2009
- Finsko
  -  velkokříž s řetězem Řádu bílé růže – 9. září 2008[4]
- Francie
  -  velkokříž Řádu čestné legie – 21. listopadu 2012
- Ghana
  -  společník Řádu ghanské hvězdy – 16. října 2006
- Chile
  -  velkokříž s řetězem Řádu za zásluhy – 15. října 2007
- Chorvatsko
  -  Velký řád krále Tomislava – 14. července 2011
- Izrael
  -  Prezidentská medaile – 9. června 2014
- Jižní Korea
  -  Velký řád Mugunghwa – 14. září 2009
- Jordánsko
  -  řetěz Řádu al-Husajna bin Alího – 20. října 2009
- Katar
  - Řetěz nezávislosti – 13. listopadu 2007
- Kuvajt
  -  řetěz Řádu Mubáraka Velikého – 3. května 2010
- Libanon
  -  speciální třída Řádu za zásluhy – 30. října 2008
- Litva
  -  komtur Řádu za zásluhy – 21. dubna 2004[5]
- Lucembursko
  -  rytíř Nasavského domácího řádu zlatého lva – 2. února 2009
- Malta
  -  Národní řád za zásluhy – 30. června 2010[6]
- Německo
  -  velkokříž speciální třídy Záslužného řádu Spolkové republiky Německo – 28. února 2013
- Nizozemsko
  -  velkokříž Řádu nizozemského lva – 23. října 2012
- Palestina
  -  velkokříž Řádu palestinské hvězdy – 17. října 2013
- Polsko
  -  rytíř Řádu bílé orlice – 11. června 2012 – udělil prezident Bronisław Komorowski[7]
- Rakousko
  -  velkohvězda Čestného odznaku Za zásluhy o Rakouskou republiku – 26. června 2007[8]
- Rumunsko
  -  velkokříž s řetězem Řádu rumunské hvězdy – 15. září 2011[9]
- Řecko
  -  velkokříž Řádu Spasitele – 23. září 2008
- San Marino
  -  velkokříž s řetězem Řádu San Marina – 13. června 2014
- Saúdská Arábie
  -  řetěz Řádu krále Abd al-Azíze – 5. listopadu 2007
- Slovensko
  -  Řád bílého dvojkříže I. třídy – 27. února 2007 – udělil prezident Ivan Gašparovič[10][11]
- Slovinsko
  -  Řád za mimořádné zásluhy – 29. listopadu 2011 – za posílení mezinárodní spolupráce mezi Slovinskem a Itálií a za vytvoření nových příležitostí k posílení přátelství a propojení obou zemí pro společnou evropskou budoucnost[12]
- Sýrie
  -  Řád Umajjovců I. třídy – 18. března 2010 – udělil prezident Bašár al-Asad[13]
- Španělsko
  -  velkokříž Řádu Isabely Katolické – 26. září 1998 – udělil král Juan Carlos I.[14]
- Švédsko
  -  rytíř Řádu Serafínů – 13. března 2009
- Turecko
  -  Řád Turecké republiky – 26. listopadu 2009 – udělil prezident Abdullah Gül[15]
- Vatikán
  -  rytíř velkokříže s řetězem Řádu Pia IX. – 20. listopadu 2006 – udělil papež Benedikt XVI.[16]

### Ostatní vyznamenání
- Suverénní řád Maltézských rytířů
  -  řetěz Maltézského záslužného řádu – 6. listopadu 2008